# Wesselényi Miklós (újságíró)
Báró Wesselényi Miklós, (Kolozsvár, 1911. március 17. – Budapest, 1980. május 14.) magyar újságíró, író. Wesselényi Miklós politikus (1796–1850) dédunokája, Fedor Ágnes író, újságíró férje.

## Életpályája
Bárói családba született. 1936-ban a budapesti Pázmány Péter Tudományegyetemen állam- és jogtudományi doktori oklevelet, 1937-ben a párizsi École des Sciences Politiques-on politikatudományi oklevelet szerzett. 1938–1939 között a Pesti Napló, 1939–1944 között a Magyar Nemzet munkatársa, majd külpolitikai rovatvezetője volt. Magyarország német megszállása után kénytelen volt bujkálni. 1945-től ismét a Magyar Nemzet munkatársa, továbbá Zsolt Béla mellett társszerkesztője volt a Haladás című hetilapnak. 1946–1947 között a párizsi magyar nagykövetség sajtóattaséjaként dolgozott. Tagja volt a párizsi békeszerződést előkészítő bizottságnak. Az ő kezdeményezésére alakult meg 1947-ben a Magyar Külügyi Intézet, amelynek igazgatója lett. Egyben a Magyar Külügyi Társaság titkárának tisztét is betöltötte. A Rajk-perrel összefüggésben mindkét tisztségéből leváltották. 1951–1953 között az Országos Széchényi Könyvtár, 1953–1957 között a Magyar Tudományos Akadémia Történettudományi Intézetének munkatársaként dolgozott. 1957–1959 között az Esti Hírlap főmunkatársa volt. 1959-től nyugalomba vonulásáig a Budapester Rundschau munkatársa, majd helyettes főszerkesztője. Nyugdíjba vonulása után a Magyarország című hetilap állandó külső munkatársa volt.
Wesselényi Miklósnak része volt abban, hogy a Szent Korona visszakerült Magyarországra.

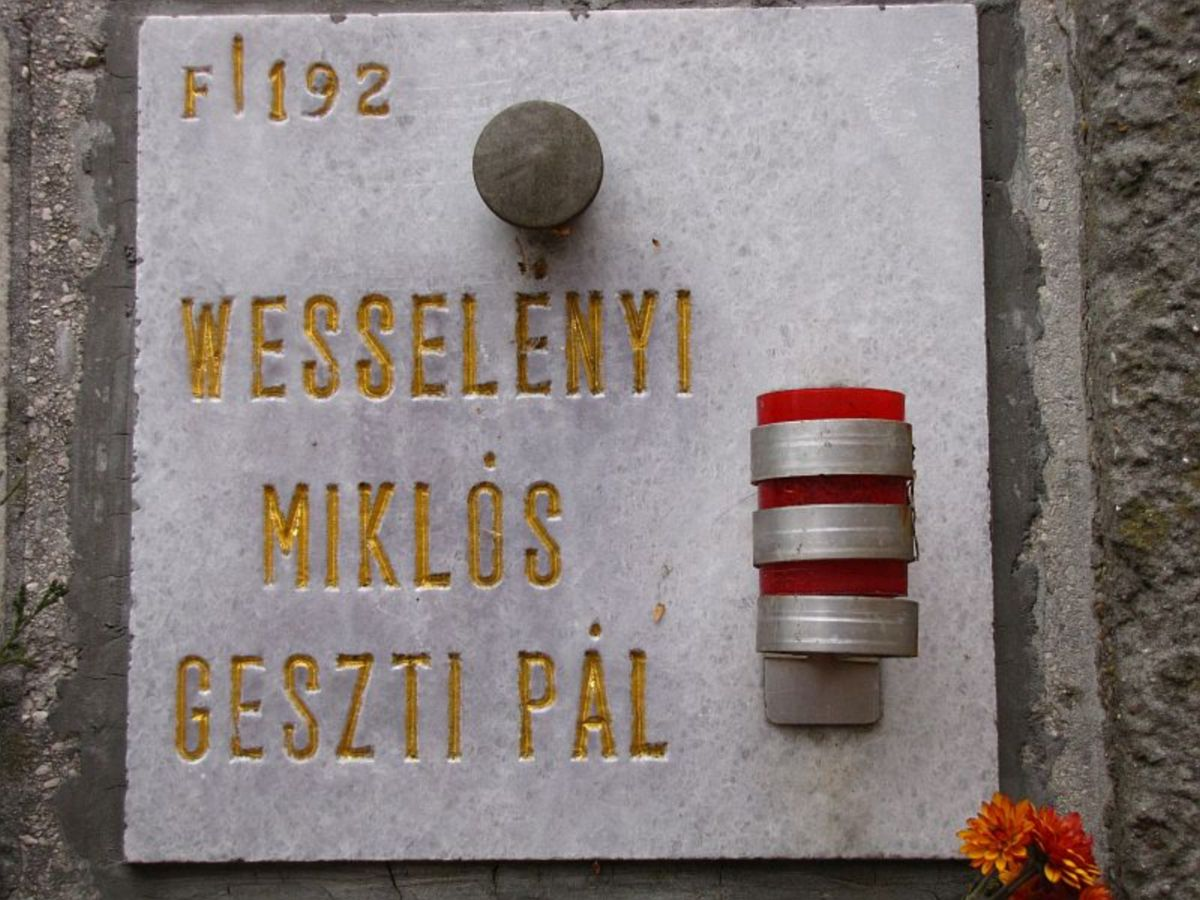
Sírja a Farkasréti temetőben (F-192. fülke)

## Főbb művei
- A Harmadik Birodalom keletkezése (Budapest, 1936);
- Osztály és osztályharc (Budapest, 1939); Keresztmetszet (gondolatok, tanulmányok, Budapest, 1942);
- Félúton… (elbeszélés, Budapest, 1943);
- Atlantiszi harangszó (tanulmányok, Budapest, 1946);
- A Harmadik Birodalom bukása (Budapest, 1947)